# Lissorhoptrus oryzophilus

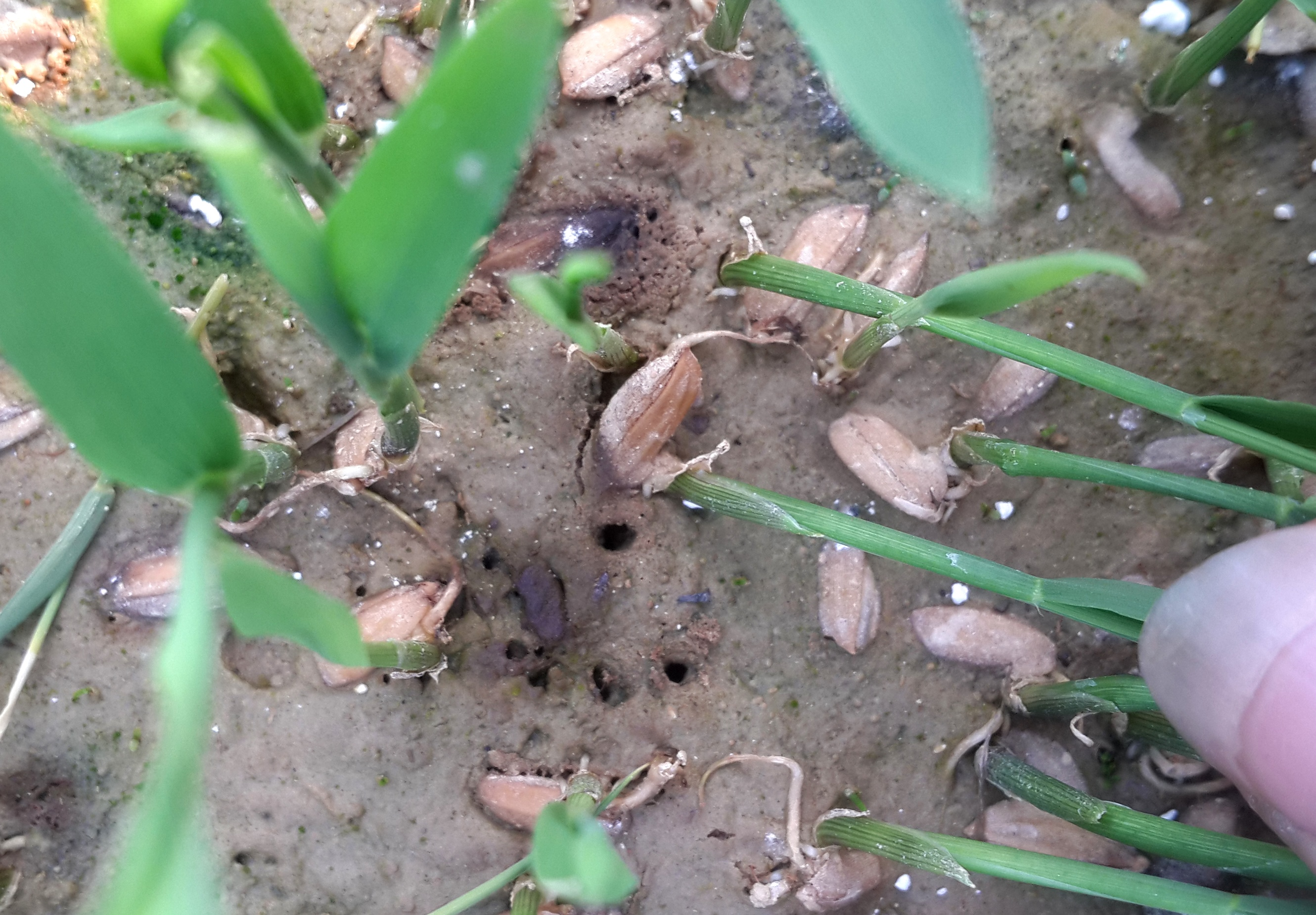

Mọt nước gây hại trên cây lúa (Danh pháp khoa học: Lissorhoptrus oryzophilus) Là một loài thuộc họ vòi voi (Curculionidae), bộ cánh cứng (Coleoptera) có nguồn gốc từ Mỹ. Chúng được phát hiện năm 1881, đến năm 1951 Kuschel phân đã loại đối tượng dịch hại này. Nhiều nơi trên thế giới nó như một dịch hại nguy hiểm và đã kháng thuốc, Ở Việt Nam chỉ mới xuất hiện trong một vài vụ lúa gần đây nhưng tác hại ghê gớm. 

## Đặc điểm
Chúng thích nghi trong môi trường nước. Bình thường chúng ăn các thực vật thủy sinh, mùa đông thì trú ẩn trong các bờ ruộng. Mọt nước trưởng thành ăn mô lá, để lại các vết xước dọc theo phiến lá. Tuy nhiên gây hại nặng nhất là giai đoạn ấu trùng. Ấu trùng của mọt nước ở trong đất, tấn công rễ lúa. Biểu hiện lỗ mọt nước chui lên sau khi vũ hóa. Trưởng thành đẻ trứng vào trong các bẹ lá nằm dưới mặt nước, trước đây người ta cho rằng trứng đẻ vào rễ vì thấy ấu trùng ăn rễ.
Sau 4 - 9 ngày, trứng nở trong nước, ấu trùng chui ra và thả mình xuống đất, đục sâu vào rễ. Giai đoạn ấu trùng kéo dài 28 - 35 ngày, sau đó hóa nhộng. Ở nhiệt độ 20 độ C, thời gian ấu trùng có thể kéo dài đến 50 ngày, chiều dài ấu trùng có thể hơn 1 cm. Ấu trùng ăn rễ lúa và sử dụng oxy để sống nhờ vào cấu tạo chuyên biệt của tế bào rễ lúa. Các tế bào nhu mô khoảng cách (aerenchyma) hay còn gọi là phế căn có mô khí và có chức năng trao đổi khí, tạo ra những khoảng trống to chứa khí giúp rễ trao đổi khí trong đất bị ngập nước.
Sau khoảng 5 - 14 ngày thì ấu trùng hóa nhộng. Trước khi hóa nhộng, ấu trùng nhả tơ tạo thành buồng nhộng hình bầu dục, che kín và nước không thể vào cũng như không khí không thể thoát ra. Hình thái mọt nước hại lúa tại xã Châu Quang Sau khi vũ hóa, mọt nước có thể bơi trong nước, con trưởng thành chủ yếu ăn mô lá. Kích thước trưởng thành của mọt nước hại lúa chỉ 3 – 4 mm màu nâu nhạt. Chúng thích nghi với đời sống thủy sinh, nhờ có các sợi lông kỵ nước trên chân, cho phép chúng có thể bơi như một số loài thuộc bộ cánh cứng và bộ cánh nửa sống thủy sinh khác.